# Enterococcus faecium
Enterococcus faecium (лат.) — вид бактерий рода энтерококков, входящий в состав нормальной микрофлоры пищеварительного тракта человека, а также некоторых млекопитающих. По принятой ранее классификации энтерококки относились к стрептококкам группы D и E. faecium назывались Streptococcus faecium.
Энтерококки — молочнокислые грамположительные бактерии, не образующие спор и капсул, факультативные анаэробы (способные использовать энергию брожения и поэтому, жить и при больших и при ничтожных количествах кислорода). Оптимальная температура культивирования энтерококков +35…+37 °С. Энтерококки осуществляют метаболизм бродильного типа, ферментируют разнообразные углеводы с образованием в основном молочной кислоты, но не газа, снижая кислотность среды до 4,2-4,6 pH. Энтерококки высокорезистентны к различным факторам внешней среды и дезинфицирующим средствам, могут длительное время сохранять жизнеспособность на предметах домашнего обихода, выдерживают нагревание до 60 °С в течение 30 минут.
Enterococcus faecium заселяет кишечник человека в первые дни жизни. Заселение энтерококками происходит более активно у детей, находящихся на грудном вскармливании.

## Использование
Enterococcus faecium, как и другие энтерококки, применяются в пищевой промышленности, где используются способность энтерококков гидролизовать лактозу, сбраживать молоко, эффективно подавлять болезнетворные бактерии в самих пищевых продуктах, а также их высокая устойчивость к воздействию кислот, солей и высокой температуры. Различные штаммы Enterococcus faecium широко применяются при изготовлении разных сортов сыра и копчёностей. Ниже даны некоторые примеры:
- штамм FAIR-E 198 используется при приготовлении сыра «фета»
- штаммы RZS C5 и DPC 1146 — сыр Чеддер
- штаммы CCM 4231 и RZS C13 — испанская колбаса холодного копчения
- штамм CTC49 2 — колбаса твёрдого копчения и копчёная свинина

Применяется также как противодиарейное средство — «пробиотик», продуцирующий молочную кислоту (АТХ A07FA51).